# Błędowo (powiat włocławski)
Błędowo – wieś w Polsce położona w województwie kujawsko-pomorskim, w powiecie włocławskim, w gminie Lubień Kujawski.
W latach 1975–1998 miejscowość należała administracyjnie do województwa włocławskiego. Według Narodowego Spisu Powszechnego (III 2011 r.) liczyła 119 mieszkańców. Jest 21. co do wielkości miejscowością gminy Lubień Kujawski.